# 兰斯顿鳄属
蘭斯頓鱷屬是種已滅絕鱷類，屬於鱷形超目的西貝鱷科，化石發現於哥倫比亞的Villavieja地層，年代屬於中新世中期。
在1965年，古生物學家Wann Langston將這個物種歸類於西貝鱷的Sebecus huilensis。在2007年，Alfredo Paolillo與Omar Linares將這個種另立為新屬的模式種，成為烏伊拉蘭斯頓鱷（L. huilensis），屬名是以最初的命名者Wann Langston為名。